# Schüttelreim
Le Schüttelreim [ˈʃʏtl̩ˌʀaɪ̯m] , littéralement et en français «rime secouée», est une forme de versification en poésie allemande. Il consiste en la permutation des consonnes des deux dernières syllabes accentuées de deux vers.

## Histoire
Le Schüttelreim est une forme de poésie connue dans le monde germanique depuis le XIIIe siècle. Depuis le XIXe siècle, son usage est surtout devenu un usage plaisant.
Il existe des ouvrages complètement écrits en Schüttelreim, par exemple certaines versions du Faust de Goethe.
De très rares exemples de quatrains jouant complètement sur le principe du Schüttelreim existent, dont en voici un exemple :
Ein Wagen fuhr in Gossensaß (de),
durch a [eine] tiefe Soßengass,
Sodass die ganze Gassensoß
Sich über die Insassen goss.

## Formes approchantes
On trouve la même forme de versification dans le « kecskerím » hongrois.
Il peut devenir un jeu de mots si le sens s'y prête, s'approchant alors du limerick anglais, de la tchastouchka russe ou, sans la forme rimée imposée, de la contrepèterie française.